# Pietismo
Il pietismo è una forma concreta con cui si volle vivere il cristianesimo di confessione protestante, sorta in polemica con il luteranesimo istituzionale per opera di Philipp Jacob Spener.  Questi, nel 1670 a Francoforte, organizzò gruppi di laici (detti collegia pietatis).  Il conte Nikolaus Ludwig von Zinzendorf (1700-1760) condusse l'esperimento di una intera comunità retta secondo i principi del pietismo come modello di vita sociale, a Herrnhut in Slesia.
Il pietismo si rapportava in modo critico con i dogmi imposti da gerarchie ecclesiastiche, predicando piuttosto una religiosità interiore strettamente individuale. Era animato e sorretto da un'esperienza mistica, con la quale gli adepti si sollevano al grado di "ridestati" o "rigenerati"; soltanto il misticismo, d'altronde, avrebbe potuto dare un senso cristiano a una condotta di vita regolata da una ascesi assai rigorosa.
Il pietismo partì dalla convinzione, tipica del cristianesimo riformato, che il credente possa ricevere il perdono delle sue colpe (giustificazione) solo per l'intervento di una grazia esterna. Il pietismo, però, vedeva questa giustificazione come una trasformazione interiore totale: il perdono del peccato comporterebbe una conversione totale del credente, e non soltanto un miglioramento, una correzione. L'uomo convinto di ciò percepirebbe in un lampo, come l'apostolo Paolo sulla via di Damasco, la strada della salvezza, che è anche la via verso l'interiorità.
Usando la terminologia propria dell'alchimia i pietisti insegnavano che, dal momento della sua rigenerazione, il cristiano cerca continuamente di trasformare il piombo della propria anima nel nobile oro, capace di riflettere l'infinita gloria di Dio, attraverso la via dolorosa dell'espiazione, continuamente esposta all'insidia del demonio.

## Sviluppo storico

### Movimenti di riforma anticipatori del Pietismo
Il pietismo è stato influenzato da molti movimenti e dal loro sguardo critico. Il punto di partenza di essi sono la percezione di una difficoltà nella realizzazione della fede nella vita delle chiese riformate, interrogativi sulla pratica personale di una vita cristiana e le conseguenze per la natura della chiesa, a cui in questi movimenti si cerca di dare risposta. Nell'area tedesca vi furono tra gli altri Kaspar Schwenckfeld in Slesia, i Battisti, Paracelso, Valentin Weigel, Jacob Böhme, Christian Hoburg e loro seguaci e comunità mistico-spiritualistiche che hanno mantenuto viva la questione del ''vero cristianesimo'' e di presentare nella chiesa l'autentico Cristo.
Johann Arndt, in particolare con il suo testo devozionale Quattro libri del vero cristianesimo, ha mediato tra la visione dei Padri della chiesa, della mistica tardomedievale di Tommaso da Kempis, Paracelso e Valentin Weigel, realizzando una sintesi di luteranesimo, mistica, alchimia e spiritualismo. Le controversie sui suoi libri devozionali di ampia diffusione mostrano che la critica era ben consapevole di registrarvi un pensiero eterodosso (rispetto al luteranesimo), ma l'impulso alla pietà di Arndt trovò anche un valido difensore in Johann Gerhard. Il movimento devozionale all'interno delle chiese luterane ha dunque aperto la strada al Pietismo tra i cui significativi esponenti, accanto al menzionato Johann Gerhard, vi furono Andrea Musculus, Stefano Praetorius, Filippo Nicolai, Johannes Valentinus Andreae e Theofilo Grossgebauer.
Da non sottovalutare è anche l'influenza che il puritanesimo inglese, attraverso la diffusione dei suoi libri di devozione e trattati teologici, ebbe sul pietismo del periodo barocco, e anche sul movimento olandese di seconda riforma del pietismo, in modo particolare nel pietismo riformato, perché le chiese riformate nel Sacro Romano Impero Germanico avevano un'intensa trama di rapporti con le loro chiese sorelle nei Paesi Bassi.

### Pietismo riformato (1660-1780)
Come padre del pietismo riformato si considera Theodor Undereyck (1635–1693). Durante i suoi studi a Utrecht fu conquistato dalla preoccupazione e pietà della Nadere Reformatie. Dal 1660 al 1668 fu parroco a Mülheim an der Ruhr. Egli stabilì nella comunità un presbiterio e affiliò la comunità alla struttura sinodale di Duisburg. La sua opera comprendeva visite a domicilio, lezioni di catechismo, predicazione del catechismo, e costruzione di chiese. I suoi sermoni sottolineano l'importanza della rinascita spirituale e la ricerca della salvezza personale. Quando il conte di Daun-Falkenstein intervenne contro Undereyck negli affari della congregazione, egli lasciò il suo precedente ambito e divenne un eccellente predicatore di corte a Kassel. Nel 1670 accettò una chiamata a S. Martini, Brema, dove operò fino alla morte nel 1693, nei principi del Pietismo. Qui tenne, tra l'altro, corsi catechetici presso la sua canonica: il rafforzamento della catechesi era tra le sue maggiori preoccupazioni. Promosse l'introduzione della disciplina ecclesiastica. Undereyck seppe portare alcuni suoi simpatizzanti e discepoli ai pastori di Brema, che diffusero le preoccupazioni del pietismo nelle proprie chiese riformate di appartenenza. Alla fine del suo ministero a Mülheim an der Ruhr sorsero spontaneamente, senza la partecipazione di Undereyck, incontri domestici in cui si discutevano i suoi sermoni.
Nel Basso Reno nel 1674 venne in confronto con il labadismo sulla regolarizzazione delle "riunioni di pietà" (conventicole), ma anche sulla loro radicalizzazione. Il pastore Samuel Nethenus, già da tre anni attivo nel difendere il labadismo nel Basso Reno, fu sospeso dall'incarico essendo stati scoperti i suoi abusi. Similmente anche il pastore Reiner Copper fu rimosso dal servizio, e in seguito, si unì ai labadisti. Attraverso i suoi studenti, le idee pietistiche di Undereyck poterono affermarsi nel XVII secolo in Frisia orientale e nel Lippe-Detmold. Nel XVIII secolo visioni pietistiche erano presenti in quasi tutte le chiese riformate statali.
Come unico teologo importante del pietismo riformato si deve menzionare Friedrich Adolf Lampe (1683–1729). Il pietismo ha avuto un suo sviluppo sul Basso Reno. Con Wilhelm Hoffmann (1676–1746) si svilupparono, a Mülheim an der Ruhr come altrove, delle conventicole vicino alle chiese. Il più importante collaboratore di Hoffmann fu Gerhard Tersteegen (1697–1769), che ha portato avanti queste riunioni dopo la morte di Hoffmann. Attraverso il suo discepolo, la sua eredità è giunta nella chiesa riformata. Egli è considerato assieme a Joachim Neander come il più importante cantautore pietistico della regione della chiesa riformata. 

#### Pietismo svizzero
In Svizzera ci furono tendenze pietistiche nelle chiese statali riformate alla fine del XVII secolo. Fino al 1720 attraverso l'opera di parroci pietistici per ottenere per legge un posto nella Chiesa. Dopo che il movimento fu condannato dalla legge statale, risultando compromesso come movimento di riforma interna della Chiesa, si radicalizzò nei primi decenni del secolo XVIII, e si andò a costruire una comunità tra i laici pietistici, i " fratelli Heimberger" e il "Movimento biblico di Lucerna" nella cattolica Lucerna, quest'ultimo però fu perseguitato dalla legge. Tra i seguaci del pietismo in Svizzera ci fu lo scrittore Ulrich Bräker.

### Pietismo luterano (1670-1780)
La personalità centrale del pietismo luterano è l'alsaziano Philipp Jacob Spener (1635–1705). È difficile trovare un territorio nell'Impero Germanico, con il quale egli non abbia avuto a che fare. Come manifesto del pietismo luterano si considera l'opera di Spener pubblicata nel 1675 Pia desideria, traducibile come "utopia", in cui in primo luogo deplorava lo stato della chiesa contemporanea e dei suoi membri, e in secondo luogo sviluppava un programma di riforme, consistente in: introduzione di incontri per migliorare la conoscenza della Bibbia, collaborazione dei "laici" nella chiesa, passaggio dalla conoscenza della fede alla vita di fede, contenimento delle polemiche confessionali, riforma degli studi teologici verso la praxis pietatis, cioè spostando il contenuto della predicazione dalla conoscenza della fede all'edificazione dell'uomo interiore.
Nel 1670 fu chiesto a Spener di tenere speciali incontri di edificazione, che Spener tenne nella sua canonica, e furono chiamati  Collegium pietatis o Exercitium pietatis. Da questi incontri nacque la pratica dell'ora di edificazione, ovvero di studio biblico, nella sua forma ancora oggi caratteristica del pietismo. Nel Württemberg e in altre aree, tali eventi sono tuttora chiamati "ore" (in tedesco, Stunden), e nel tedesco svizzero i loro partecipanti sono chiamati Stündeler, mentre nella lingua russa nacque nel XIX secolo il termine "штундист", Stundist, per indicare un membro del culto. In queste conventicole il rischio di separazione era virulento. Tra le figure più importanti di questo Collegium guidato da Spener vi fu Johann Jacob Schütz, che in seguito si separò dalla chiesa mettendo a rischio l'accettazione di questo aspetto della riforma all'interno della chiesa luterana.

#### Pietismo di Halle
Anche il pietismo di Halle risale a Philipp Jacob Spener, che fu uno dei fondatori dell'Università di Halle. Un noto studente di Spener, il teologo e pedagogo August Hermann Francke, fu nominato professore di greco e lingue orientali alla neofondata Università e fu chiamato a fare il pastore a Glaucha, nella periferia di Halle. Egli è il fondatore dell'orfanotrofio di Halle, da cui ebbero origine molteplici istituzioni pedagogiche e scientifiche con differenti ramificazioni, le Fondazioni Francke. Assieme a Carl Hildebrand von Canstein (1667–1719) fondò l'Istituto biblico Canstein, la più antica società biblica del mondo. La "Missione di Danimarca e Halle", organizzazione internazionale ed ecumenica fondata da Francke, inviò i primi missionari evangelici in India, Bartolomeo Ziegenbalg e Heinrich Plütschau. Halle divenne il centro principale del pietismo luterano, pur accanto a molti altri centri sorti in Germania e all'estero. Così il pietismo di Halle durante il regno di Cristiano VI ebbe un forte influsso sulla chiesa in Danimarca, Norvegia e nei ducati di Schleswig Holstein, il suo carisma era internazionale.
Presso l'Università di Halle ci fu una controversia tra Christian Thomasius, un filosofo del primo illuminismo, e Francke, da cui il Pietismo uscì vincente. Nella controversia con Christian Wolff, Francke poté ottenere che questo fosse espulso dal paese. Tuttavia ai pietisti di Halle mancò la formazione filosofica e teologica per un fruttuoso confronto accademico con l'illuminismo. Essi si concepivano come gli autentici rappresentanti dell'ortodossia luterana e in base a questa autoconvinzione si rapportavano con i loro critici provenienti dai ranghi dell'ortodossia protestante anteriore.

#### Pietismo nel Württemberg
Come particolarmente dominato dal Pietismo risulta il territorio del Ducato di Vestfalia, o Regno del Württemberg. Lì all'inizio del XVII secolo prevaleva grande angoscia di una carestia che, dopo la Guerra dei Trent'anni, soprattutto dopo la battaglia di Nördlingen del 1634, seguisse un ulteriore periodo di crisi. La lotta alla povertà e il lavoro di ricostruzione dopo la pace di Vestfalia e nei successivi momenti di emergenza promossero la concezione luterana del lavoro quotidiano come servizio a Dio, mentre il riemergere dell'amore del piacere in ampi strati della popolazione e anche tra i nobili veniva considerato come ad esso contrario. In questa tensione interna furono lette opere devozionali puritane, che esercitarono un forte influsso sul pietismo nel Württemberg.
Già i pietisti della prima generazione ottennero cariche ecclesiastiche di alto livello. Di grande importanza Johann Andreas Hochstetter (1637–1720), che fu professore di teologia a Tubinga nel 1688, prelato di Maulbronn e nel 1689 prelato di Bebenhausen. Egli ha criticato gli abusi ecclesiali e sociali e si è pronunciato per la riforma delle lezioni di catechismo e per l'introduzione della Confermazione, che poi fu realizzato nel 1722. Suo figlio Andreas Adam Hochstetter (1668-1717) fu predicatore di corte a Stoccarda e anche professore di teologia a Tubinga. Anche nel Württemberg gli sforzi pietistici furono contrastati dall'ortodossia luterana, e quando alcuni studenti del Tubinger Stift (il collegio degli studenti di teologia del Württemberg) visitarono conventicole pietistiche, ciò li condusse a indagare; tra gli altri, Hochstetter figlio si dichiarò favorevole a un avvicinamento dell'ortodossia luterana e del pietismo. Fino a circa il 1730 il movimento pietista nel Württemberg fu in gran parte della corrente del pietismo radicale; si basava soprattutto sulle richieste di Spener, protestando contro il lusso nel vestire, il tabagismo, l'ubriachezza, la danza, le commedie teatrali, il gioco, con un'espressione radicale contro qualsiasi tipo di piacere, gioco e musica.
La figura più influente del pietismo nel Wurttemberg fu Johann Albrecht Bengel (1687–1752), che con la sua teologia orientata agli studi biblici e alla storia della salvezza ha formato una gran parte dei giovani pastori del Württemberg. Studenti significativi furono il parroco e compositore Philipp Friedrich Hiller (1698–1769), il professore di teologia a Tubinga, Jeremias Friedrich Reuss (1700–1777), che ha formato un'intera generazione di parroci del Württemberg, Johann Christian Storr (1712–1773), che fece carriera fino ai vertici della chiesa, e Friedrich Christoph Oetinger (1702–1782), che raccolse molte altre tradizioni nella sua originale teologia che a sua volta fu formativa per il pietismo nel Wurttemberg. Lo stesso vale per Philipp Matthäus Hahn (1739–1790). Nel 1743 le conventicole pietistiche ottennero un riconoscimento giuridico da parte di un Rescritto generale riguardante le riunioni private dei pietisti, in cui si diceva che esse non fomentavano alcuna visione eterodossa e separatista. Questo promosse il consolidamento del pietismo nel Württemberg.
Tra i laici è da menzionare Johann Michael Hahn (1758–1819) come pensatore influente e fondatore delle omonime comunità, tuttora esistenti. Allo stesso modo esistono ancora le comunità Pregizier, che risalgono all'opera del pastore Christian Gottlob Pregizer (1751–1824). Importanti padri del pietismo del Wurttemberg come Michael Hahn, Johann Albrecht Bengel e Friedrich Christoph Oetinger fecero propria la teoria della riconciliazione universale (apokatastasis pantōn). All'inizio del XIX secolo ci fu un'ondata di emigrazione di pietisti verso la Bessarabia, la Crimea, la regione del Volga e il Caucaso dovuta a speculazioni escatologiche e innovazioni nel culto liturgico. Per contrastarle, si arrivò alla fondazione delle due comunità pietistiche del Korntal (1819) e di Wilhelmsdorf (Württemberg) (1824) a cui furono concessi speciali privilegi.

#### I Fratelli moravi
La nascita e sviluppo della comunità dei fratelli moravi è inseparabile dal suo fondatore Nikolaus Ludwig von Zinzendorf. Zinzendorf crebbe con la nonna Henriette Catharina von Gersdorff, che professava un cristianesimo interconfessionale, anche se si reputava sempre collegato con la chiesa luterana. Il suo modo di pensare ha influenzato in modo profondo Zinzendorf e attraverso di lui la comunità dei fratelli, così come la devozione di sua zia Henriette von Gersdorf, che gli ha insegnato la preghiera devozionale a Gesù Salvatore. All'età di dieci anni Zinzendorf uscì dall'ambito educativo di Halle e, anche se tirato su negli insegnamenti del pietismo di Halle, mantenne le distanze dalle devozioni ivi praticate. Studiò legge a Wittenberg, e in questo periodo la sua fede fu in equilibrio tra ortodossia luterana e pietismo di Halle. Nel 1722 consentì ai rifugiati evangelici provenienti dalla Moravia d'insediarsi nella sua tenuta in Lusazia. Essi erano discendenti degli antichi Fratelli boemi, che erano quasi completamente scomparsi durante la guerra dei trent'anni. In seguito accolse anche discepoli di Schwenckfeld dalla Slesia, Pietisti, Separatisti, Luterani e Riformati. Dal 1724 questo insediamento fu chiamato Herrnhut. Qui, a partire dai coloni con le loro diverse tradizioni, si riuscì a creare una comunità ecclesiale completamente nuova. Ritenendo di aver ripristinato l'antica Unità dei fratelli boemi, gli fu possibile rimanere nel campo del luteranesimo. A Herrnhut la vita religiosa e liturgica fiorì con grande varietà di forme, e Herrnhut divenne il punto di partenza di una intensa diaspora verso tutto l'Impero Germanico, i Paesi Bassi e la Svizzera. Nel giro di pochi anni si sviluppò una rete di circoli di amici e comunità figlie. Herrnhut divenne così centro missionario, mentre nei territori di missione si andavano costituendo proprie chiese. 

### Pietismo tardo (1780-1820)
Il pietismo di questo periodo viene spesso considerato unitariamente al pietismo del periodo barocco, ma se ne differenzia in quanto è consapevole in modo del tutto diverso della sua opposizione all'illuminismo, essendo influenzato dallo Sturm und Drang e dal romanticismo. Ancora più forte che nel primo pietismo è l'enfasi sulla individualità e il sentimentalismo. I revivalisti si raccolsero soprattutto nella Società cristiana tedesca e nella Comunità dei fratelli moravi con la sua diaspora. Il pietismo di questo periodo è molto influenzato da alcuni pensatori, anche se non sempre possono essere definiti pietisti: Johann Kaspar Lavater, Johann Friedrich Oberlin, Johann Heinrich Jung-Stilling e Matthias Claudius.
Alcuni inviati moravi visitarono i circoli dei risvegliati e si rafforzarono nella loro fede, ma fecero ciò soltanto quando il clero locale della chiesa di Stato ne fosse stato informato o anzi lo supportava. I risvegliati hanno anche contribuito all'emergere di organizzazioni missionarie e società bibliche. La società cristiana tedesca a Basilea raggruppava anche circoli di risvegliati. Loro fondatore e patrono fu Johann August Urlsperger, che volle confrontarsi con l'Illuminismo e Neologia. Pur senza averlo come proprio obiettivo, finì con il costruire una rete di persone di uguale sentire: dentro e fuori la Germania furono fondate numerose società filiali in cui le differenze confessionali avevano scarso peso. Fu fondata una società che vendeva letteratura edificante. Nel 1804 fu costituita la Società Biblica di Basilea e nel 1815 la Missione di Basilea ad opera di Christian Friedrich Spittler. Forti impulsi in tal senso giunsero dall'Inghilterra. Ai movimenti di risveglio successivi al 1815 contribuirono molti fattori. In gran parte essi continuarono l'opera dei fratelli moravi, e la società cristiana e le loro comunità figlie furono supportate da questi ambienti.

## Pietisti (o di formazione pietista) famosi
- Johannes Hesse e Maria Gundert, genitori di Hermann Hesse, erano pietisti e cercarono di istruire il figlio secondo il metodo pietista.
- Il famoso filosofo Immanuel Kant ricevette un'educazione pietistica.
- Johann Gottfried Herder (Mohrungen, 25 agosto 1744 – Weimar, 18 dicembre 1803) filosofo, teologo e letterato tedesco, dal pietismo della famiglia assorbì un forte interesse religioso.
- Catharina Elisabeth Goethe, madre di Johann Wolfgang von Goethe, era di famiglia pietista.
- Il filosofo Søren Kierkegaard ricevette un'educazione pietista dall'anziano padre.
- Caspar David Friedrich, pittore tedesco esponente dell'arte romantica, ricevette una rigorosa educazione pietistica.
- Pietista fu l'alchimista tedesco Johann Konrad Dippel, l'ispiratore del personaggio di Frankenstein.
- Il cancelliere Otto von Bismarck, a circa trent'anni di età, fece la conoscenza di una ragazza pietista (cugina della sua futura moglie Johanna) e, diventandone amico, si convertì alla sua fede.
- Friedrich Schiller, nei primi anni della fanciullezza, ricevette inizialmente la prima educazione scolare da un pastore, per poi venire avviato al sacerdozio.
- Max Weber fu profondamente influenzato dalla madre pietista.
- Johann Sebastian Bach (1687-1750)